# San Juan Bautista (Pasto)

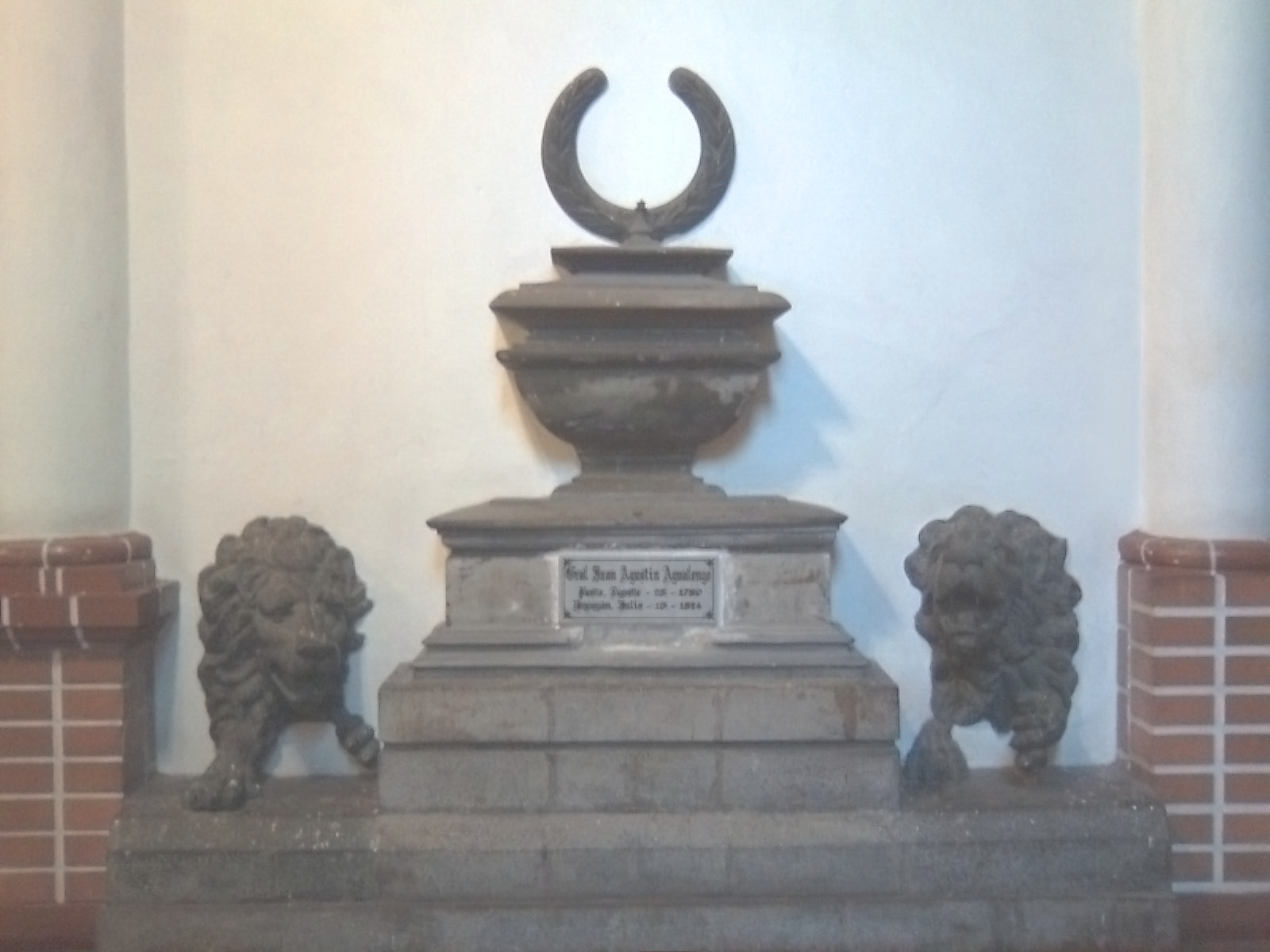
Grab des Unabhängigkeitsgegners Agustín Agualongo (1780–1824) im Inneren der Kirche

Der römisch-katholische Templo San Juan Bautista in Pasto wurde 1669 errichtet und bei seiner Kirchweihe mit dem Patrozinium Johannes der Täufer versehen. Der Tempel hat drei Schiffe, im Mittelschiff steht eine Statue des Schutzheiligen Johannes des Täufers. Die Statue La Inmaculada des Bildhauers Bernardo de Legarda ist ein Geschenk des Königs Philipp II. von  Spanien. Auch in der Kirche befindet sich das Grab des Unabhängigkeitsgegners Agustín Agualongo (1780–1824). Die Kirche ist eine Einrichtung (Parroquia) des Bistums Pasto.